# ディ・チェコ

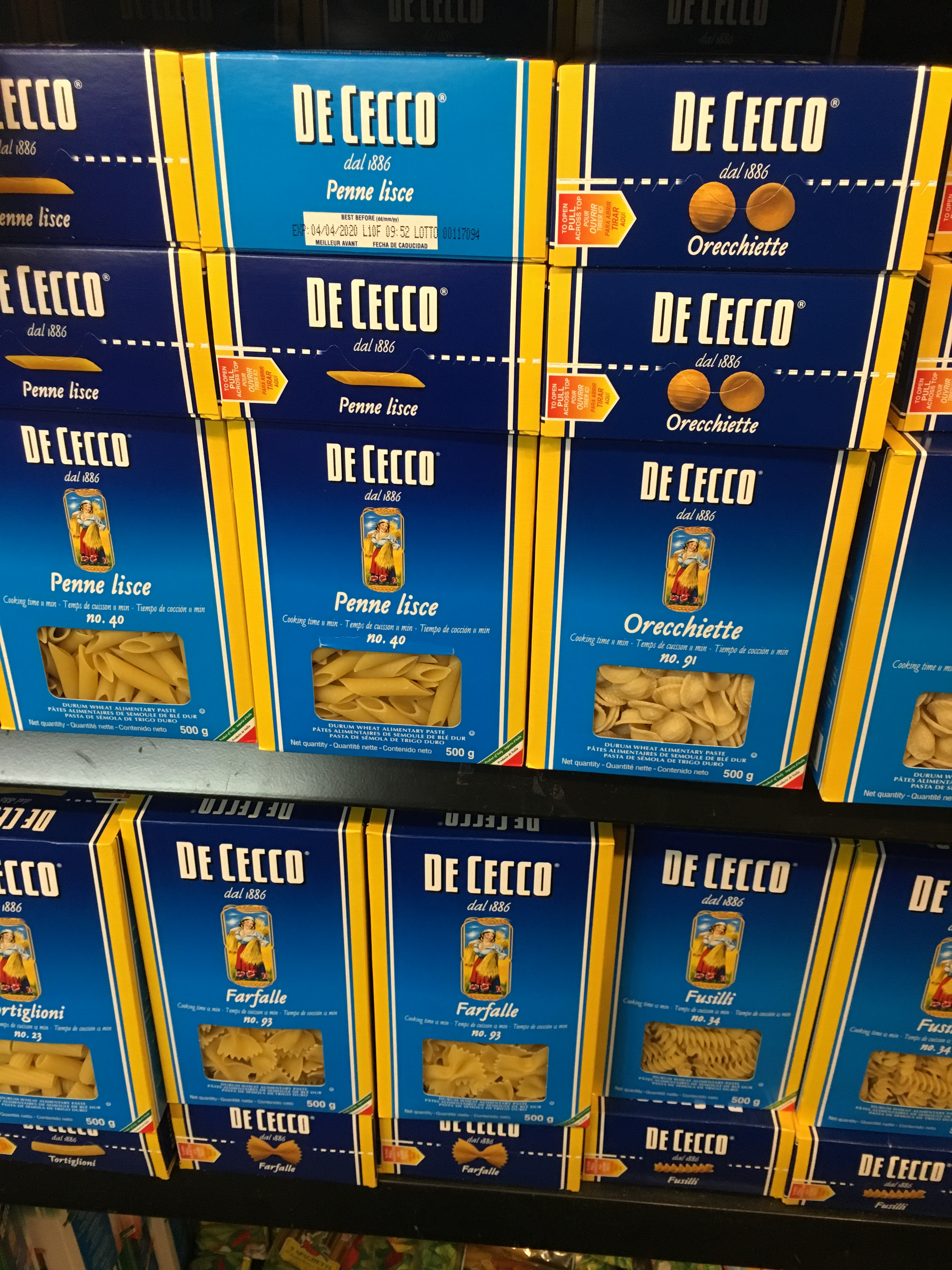
ディ・チェコ

ディ・チェコ（またはデ・チェッコ、De Cecco）は、イタリアのパスタ製造食品会社の一つ。1886年に創業した。日本では日清製粉ウェルナが商品の販売を行っている。

## 概要
パスタを主力商品としている。同社のパスタは成型にブロンズダイスを用いており、パスタの表面にザラ付きを持たせているのが特徴である。この表面のザラ付きのため、パスタとパスタソースとの絡みが良いとされる。また、製造工程においては低温で生地の長時間乾燥を行い、茹で上げ時にもちもちとした食感が強調される製法を採用している。2013年春から日本向け商品について横型から描かれたトレードマークが付されたパッケージデザインに変更となった。

## 歴史
1886年、ディ・チェコ兄弟によって、イタリア中部のアブルッツォ地方の小さな町ファーラ・サン・マルティーノにおいて設立された。パスタ工場を設立する以前、ニコラ・ディ・チェコは石臼で小麦粉を生産していた。
1908年、同社は小麦の束を持つ農民の少女を商標として採用した。第二次世界大戦中、工場はドイツの爆撃によって破壊されたが、戦後に再建された。戦後に増加した需要に対応するため、1950年にペスカーラに新しい工場を完成させた。1980年にファーラ・サン・マルティーノに新工場が開設され、生産量は倍増した。1986年、同社はオリーブオイルを原料とした商品ブランドを確立し、また商品の多様化を始めた。 以降、同社の商品は、ソース、穀類、冷凍食品などに拡大している。
現在、ディ・チェコは世界で3番目に大きなパスタ製造企業である。